# 飛行場前駅

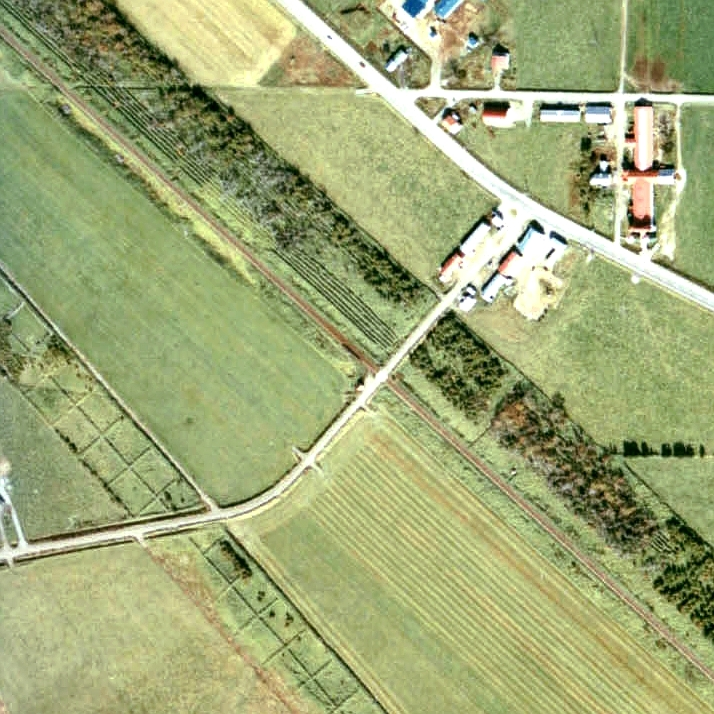
1977年の飛行場前仮乗降場と周囲約500m範囲。左上が南稚内方面。開設前直近の1951年の米軍撮影航空写真（国土地理院 地図・空中写真閲覧サービス USA-M27-M-1-75）では、左側近くの所に、飛行機の掩蔽庫の跡が幾つか確認できるが、この頃にはかなり離れた場所に残る以外は牧草地に均されていて、付近は飛行場があった形跡が全く見当たらなくなっている。浜頓別側に踏切があり、線路の左側の黒く細長いものがホーム。踏切近くに待合室がある。

飛行場前駅（ひこうじょうまええき）は、北海道（宗谷支庁）宗谷郡猿払村字浅茅野台地にあった北海道旅客鉄道（JR北海道）天北線の駅（廃駅）である。天北線の廃線に伴い1989年（平成元年）5月1日に廃駅となった。

## 歴史
- 1955年（昭和30年）12月2日 - 日本国有鉄道北見線の飛行場前仮乗降場（局設定）として開業[1]。
- 1961年（昭和36年）4月1日 - 線路名を天北線に改称、それに伴い同線の仮乗降場となる。
- 1987年（昭和62年）4月1日 - 国鉄分割民営化により、北海道旅客鉄道（JR北海道）の駅となると共に駅に昇格[1]。飛行場前駅となる[1]。
- 1989年（平成元年）5月1日 - 天北線の廃線に伴い廃止となる[1]。

### 駅名の由来
駅名は、かつて付近に大日本帝国陸軍の浅茅野第一飛行場があったことに由来する。浅茅野飛行場は、太平洋戦争中の1944年（昭和19年）に建設され、その1年後の1945年（昭和20年）には戦争は終結したためほとんど使われないままにその役目を終え、兵舎や将校官舎といった建物は1951年（昭和26年）に解体撤去された。
当駅が局設定の仮乗降場として開業した1955年（昭和30年）には、周囲に特段の構築物などの無い原野となっていた。テレビや書籍でも「飛行場がないところなのに飛行場前駅と名乗る駅」として紹介されることがあった。

## 駅構造
廃止時点で、単式ホーム1面1線を有する地上駅だった。ホームは線路の西側、南稚内方面に向かって左手側に存在した。ホームは木製のデッキ式で、音威子府方（南側）にスロープを有し踏切際の道路に連絡していた。
仮乗降場に出自を持つ無人駅であり、駅舎は存在せず、ホーム出入口から少し離れた位置にマンサードの待合所を有していた。待合所入口には「飛行場前停畄場」と表記されていた。
仮乗降場時代の一時期、駅名標には駅名の読みとして「ひこうじょまえ」と記載されていたが、その後訂正されている。

## 駅周辺
周辺は、整備されていない笹原と原野、牧場、湿地等である。
- 国道238号（オホーツクライン）
- 宗谷バス天北宗谷岬線「飛行場前」停留所

## 駅跡
| サイクリングロードに転用された線路跡とその脇に残るホーム跡。廃止4年後の1993年夏の状態。 |  | 廃止から20年を経過した2009年秋の状態。クマザサがホーム跡を覆い、線路跡にも進出している。 |
| サイクリングロードに転用された線路跡とその脇に残るホーム跡。廃止4年後の1993年夏の状態。 |  | 廃止から20年を経過した2009年秋の状態。クマザサがホーム跡を覆い、線路跡にも進出している。 |

周辺の線路跡は、浜頓別駅跡から猿払駅跡までが「北オホーツクサイクリングロード」に転用されている。
2001年（平成13年）、2010年（平成22年）、2011年（平成23年）の各時点で、サイクリングロード沿いにホームと駅名標の枠のみ残存している。
なお、2009年（平成21年）時点では、廃止4年後の1993年（平成5年）に比べ、ホーム跡の天板が落ち笹に覆われている。骨材には廃品となったレールが使用されている。

## 隣の駅
北海道旅客鉄道
天北線
安別駅 - 飛行場前駅 - 浅茅野駅